# Барановська Лілія Володимирівна
Барановська Лілія Володимирівна — професор, доктор педагогічних наук, професор кафедри педагогіки та психології професійної освіти Факультету лінгвістики та соціальних комунікацій Національного авіаційного університету.

## Біографія
Народилася 3 травня 1957 р. у місті Бєльці (Молдова).
1980 року закінчила філологічний факультет Київського державного педагогічного інституту імені О. М. Горького(наразі це Національний педагогічний університет імені Михайла Драгоманова), за спеціальністю російська мова та література; кваліфікація — учитель російської мови та літератури.
У 1980—1989 рр. — учитель російської мови та літератури, голова профкому Чоповицької середньої школи; директор Владівської 8-річної школи (смт Чоповичі, с. Владівка Малинського району Житомирської області);
1989—1993 рр. — викладач української та російської мови і літератури Білоцерківського технікуму м'ясної та молочної промисловості та викладач народознавства та вихователь Білоцерківського педагогічного училища (з 2004 року Білоцерківський гуманітарно-педагогічний коледж);
1993—2008 рр. працювала в Білоцерківському державному (з 2007 р. — національному) аграрному університеті на посадах: начальника навчальної частини, асистента, старшого викладача, доцента, завідувача кафедри педагогіки та психології, проректора з навчально-методичної роботи (протягом 3 років).
З 2009 р. працює професором кафедри педагогіки та психології професійної освітиНаціонального авіаційного університету

## Наукові досягнення
Сфера наукових інтересів:
- Інтеграційні процеси у вищій освіті;
- Духовна культура викладача;
- Професійна культура викладача;
- Комунікативна культура викладача, майбутнього фахівця;
- Особистісно зорієнтовані технології навчання у системі ВНЗ;
- Мовна та риторична особистість фахівця;
- Професійно важливі якості майбутніх інженерних працівників;
- Концептуальний підхід до формування національної самосвідомості студентської молоді.

З 1998 по 2008 рр. брала участь у роботі чотирьох міжнародних проектів за програмою Європейського Союзу ТЕМПУС — ТАСІС, була координатором від України міжнародного проекту з проблем сталого розвитку. 

1996 р. захистила кандидатську дисертацію на тему «Формування культури мови студентів аграрного ВНЗ» на здобуття наукового ступеня кандидата педагогічних наук.

2005 р. захистила докторську дисертацію на тему «Теоретико-методичні засади навчання професійного спілкування студентів аграрного ВНЗ», на здобуття наукового ступеня доктора педагогічних наук за спеціальністю «Теорія та методика професійної освіти».

## Нагороди
2005 р.- Почесна грамота Міністерства аграрної політики України;

2007 р. — Почесна грамота Державного департаменту ветеринарної медицини;

2008 р. — «Відмінник освіти України».

## Основні опубліковані праці
Барановська Лілія Вікторівна — автор 120 публікацій наукового та навчального і методичного характеру 

Серед них:
1.Барановська Л. В. Навчання студентів професійного спілкування: Монографія. — Біла Церква: БДАУ, 2002. — 256с.

2.Барановська Л. В., Якимець І. М. Психологія взаємодії: Навчально-методичний посібник. — Біла Церква: БДАУ, 2003. — 80с.

3.Барановська Л. В., Побережна Л. Л. Соціологія: Навчально-методичний посібник. — Біла Церква: БДАУ, 2006. — 132с.

4.Барановська Л. В., Барановський М. М., Тимчук І. М. Екологічна психологія: Навчально-методичний посібник. — Біла Церква: БДАУ, 2006. — 54с.

5.Барановська Л. В., Дьомін А. І., Мельник Л. А., Тимчук І. М. Основи психології та педагогіки: Навчальний посібник. — Біла Церква: Білоцерківський національний університет, 2008. — 160 с.

6.Барановська Л. В., Іващенко Н. І., Саражинська І. А., Баран Н. А. Українська мова за професійним спрямуванням: Навчальний посібник. — Біла Церква: Білоцерківський національний університет, 2008. — 176с

7.Чернілевський Д. В., Антонова О. Є., Барановська Л. В., Вознюк О. В., Дубасенюк О. А. Методологія наукової діяльності: Навчальний посібник. — Вінниця: Видавництво АМСКП, 2010. — 484 с.